# 7537 Solvay
7537 Solvay (1996 HS8) là một tiểu hành tinh vành đai chính được phát hiện ngày 17 tháng 4 năm 1996 bởi E. W. Elst ở La Silla.